# Пестроносый турпан
Пестроносый турпан (лат. Melanitta perspicillata) — птица семейства утиные.

## Описание
Пестроносый турпан длиной от 46 до 55 см, весом от 800 до 1200 г, размах крыльев 90 см. Окрас оперения чёрный, у самцов на голове два белых пятна и чёрно-бело-красный клюв. Ноги самцов красные, глаза с белой окантовкой. В зимнем наряде окраска клюва у самца менее контрастна. 
Окрас оперения самки черновато-коричневого цвета. При этом окраска тела темнее, чем головы и шеи. Клюв тёмно-серый. Ноги жёлто-оранжевые. Радужины белые. В зимнем наряде оперение скорее единообразно чёрно-коричневое. Оперение молодых птиц похоже на оперение самок.
Пестроносый турпан — это обычно очень тихая птица. Гнездящиеся самцы издают тихий свист, а также резкие призывы «пук-пук». Самка в период токования кричит «гуттурал-крраак-крраак». Молодых птиц предупреждают об опасности резким криком «краа».

## Распространение
Область гнездования вида простирается от Центральной Аляски в северном направлении до берегов Маккензи. В восточном направлении — до Гудзонова залива и центрального Лабрадора. В материковой части Северной Америки ареал гнездования пестроносого турпана перекрывается с гнездовым ареалом турпана. При этом популяция пестроносых турпанов примерно в 10 раз больше популяции турпана. Хотя у этого вида уток подвиды не описаны, его ареал считается разорванным.
В зимний период уток можно наблюдать как на побережье Тихого и Атлантического океанов, так и на Великих озёрах. Они зимуют на востоке своего ареала до Нижней Калифорнии. Для тихоокеанской популяции Калифорния и Нижняя Калифорния являются важнейшими регионами зимовки. Пестроносый турпан регулярно залетает зимой в Шотландию и Норвегию (Тронхеймс-фьорд).
Пестроносый турпан — это выводковая птица. Она обитает на небольших и средней величины озёрах в таёжных хвойных лесах. При этом она предпочитает области с высоким уровнем грунтовых вод. Во время зимовки она населяет прибрежные воды. При этом она, как правило, не удаляется дальше чем на 1 км от суши, предпочитая водоёмы глубиной менее 10 м. Часто птицы используют побережье с сильным прибоем.

## Питание
Пестроносый турпан питается моллюсками, двустворчатыми, ракообразными, насекомыми и водорослями. При этом в течение гнездового периода речь идёт о пресноводных видах. В зимнее время и в период линьки она обитает на побережье и питается, прежде всего, двустворчатыми. Стаи птиц часто ныряют синхронно.

## Размножение
Гнездящиеся пары образуются уже во время зимовки. Во время группового токования маленькие группы самцов ищут близость одной или нескольких самок. При этом самки ведут себя агрессивно по отношению к нежелательным самцам. Спаривание происходит в воде, при этом пары уединяются от других птиц. Гнездящиеся пары распределяются по всему гнездовому ареалу. Часто на одном водоёме остаётся только одна пара. Откладывание яиц происходит обычно через неделю после прибытия в область гнездования. Яйца кремового цвета, весом примерно 62 г. В кладке в среднем 7 яиц, высиживает которую только самка. 
Гнездо находится вблизи водоёма, но чаще в нескольких метрах от берега. Оно хорошо укрыто в подлеске и часто находится под стелющимися ветвями хвойных деревьев. Птенцы появляются на свет в период с конца июня по начало августа, но чаще, как правило, на второй неделе июля. Пуховички покидают гнездо чаще в течение 24 часов в сопровождении самки. Они могут самостоятельно питаться, ныряя на мелководье в поисках пищи. Молодые птицы остаются в семейном союзе, пока не смогут летать. 